# Lohmühle (Trips)
Die Lohmühle (Trips) war eine Wassermühle mit einem unterschlächtigen Wasserrad an der Wurm in der Stadt Geilenkirchen im nordrhein-westfälischen Kreis Heinsberg im Regierungsbezirk Köln.

## Geographie
Die Lohmühle (Trips) hatte ihren Standort an der Wurm, am Tripser Weg in der Stadt Geilenkirchen. Das Grundstück, auf dem das Mühlengebäude stand, hatte eine Höhe von ca. 70 m über NN. Nachbarmühle war die Mahl- und Ölmühle Trips, unterhalb hatte die  Horriger Mühle ihren Standort.

## Gewässer
Die Wurm versorgte auf einer Flusslänge von 53 km zahlreiche Mühlen mit Wasser. Die Quelle der Wurm liegt südlich von Aachen bei 265 m über NN, die Mündung in die Rur ist bei der Ortschaft Kempen in der Stadt Heinsberg bei 32 m über NN. 

## Geschichte
Ab 1776 gab es bei Schloss Trips auch noch die Lohmühle (Trips) mit eigenem Wasserrad. Der Herr auf Trips und ein Geilenkirchener Lederfabrikant hatten sie gemeinsam erbaut. Das Produkt dieser Mühle war Gerberlohe für die Lederverarbeitung. Die Mühle verfiel immer mehr und ging vor der Jahrhundertwende unter.

## Galerie

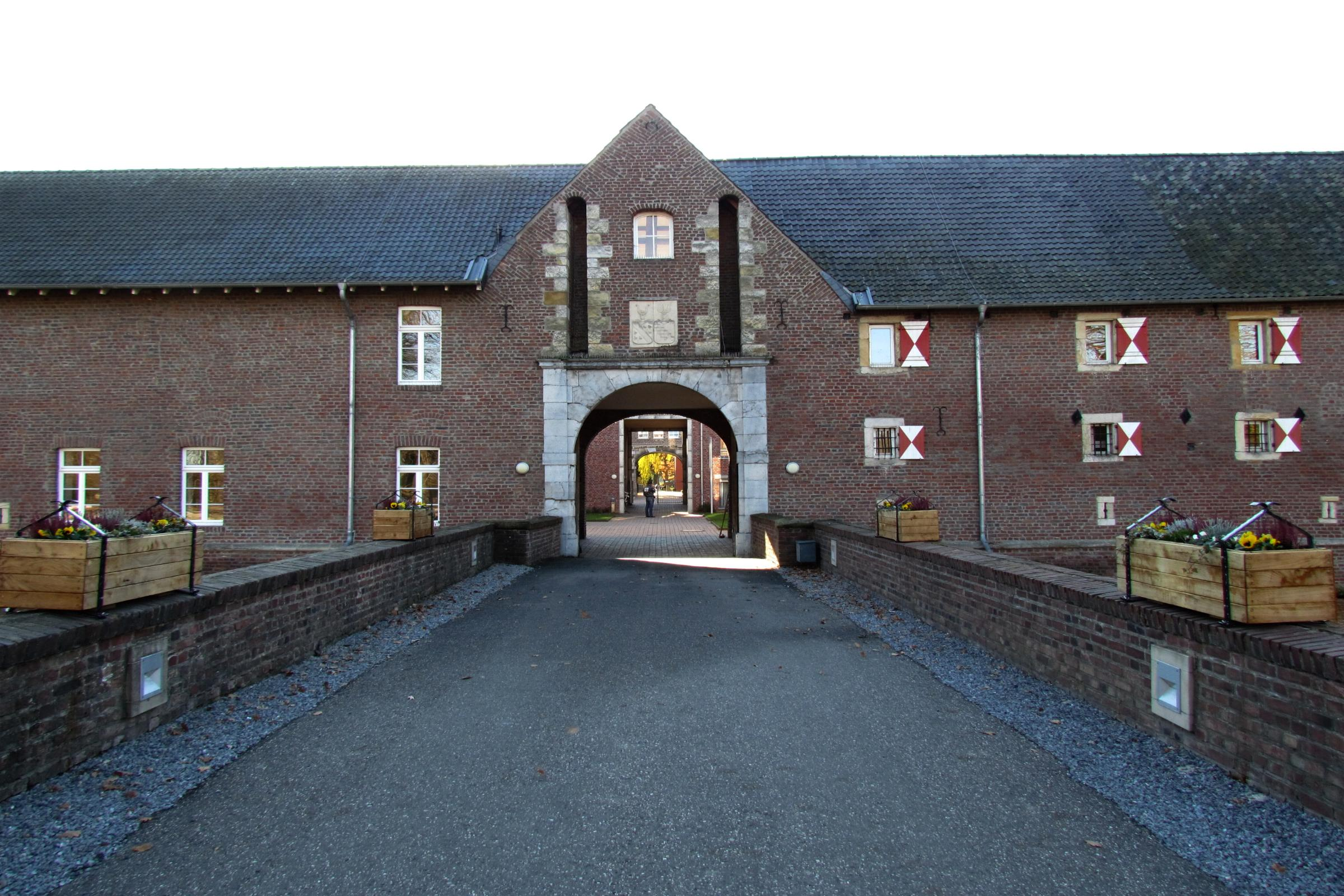
Gegenüber von Schloss Trips stand die Lohmühle
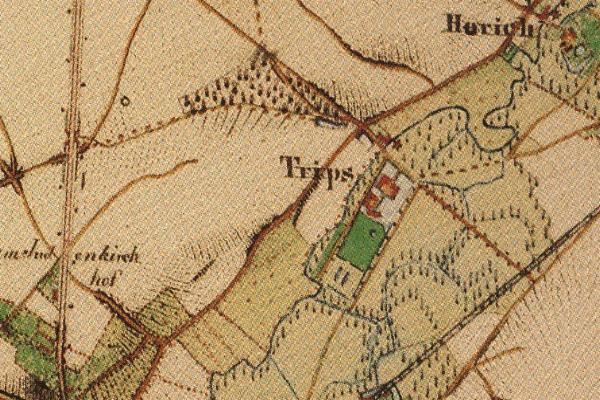
Schloss Trips und Mühle auf der Uraufnahme von 1846
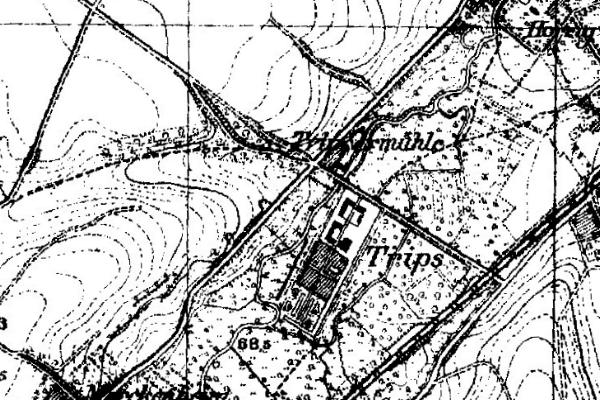
Tripser Mühle auf der Neuaufnahme von 1892
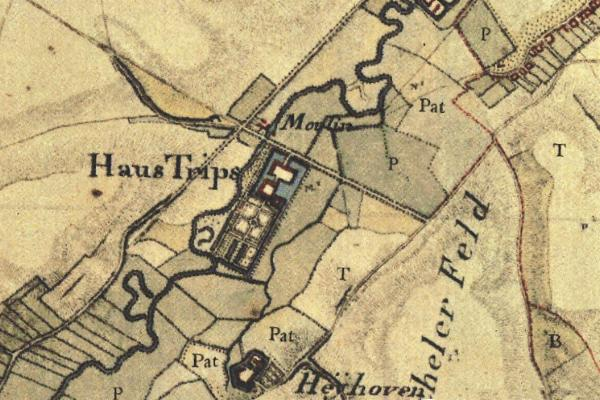
Haus Trips mit Mühle auf der Tranchotkarte 1805/1807